# Rodolfo Vítor Tietzmann
Rodolpho Vítor Tietzmann (Brusque, 24 de outubro de 1898 — Brusque, 9 de maio de 1967) foi um engenheiro, economista e político brasileiro.
Filho de Rodolfo Tietzmann e de Rosa Petters Tietzmann.
Foi engenheiro textil pela Universidade de Reutlingen e economista pela Universidade de Stuttgart.
Foi nomeado prefeito de Brusque, permanecendo no cargo de 13 de outubro de 1930 até 23 de abril de 1935.
Foi deputado à Assembleia Legislativa de Santa Catarina na 1ª legislatura (1935 — 1937), eleito pelo Partido Liberal Catarinense.